# Jubavävare
Jubavävare (Ploceus dichrocephalus) är en fågel i familjen vävare inom ordningen tättingar.

## Utseende och läte
Jubavävaren är en rätt liten och kompakt vävare med stor näbb. Hane i häckningsdräkt är färgglad, med svart huvud, rött öga, rostrött bröst och gult på buken och ryggen. Honan och hanen utanför häckningstid  är istället matt olivgrå med ljusbeige undersida och en ljus fläck längst in på den i övrigt svarta näbben. Arten liknar svarthuvad vävare och gulryggig vävare, men delar ej utbredningsområde. Fåglar i honlik dräkt känns igen på den ljusa fläcken på näbben samt storlek och form. Lätena är typiska för vävare, korta "chik" och en gnisslig sång likt radiostörningar.

## Utbredning och systematik
Fågeln förekommer i strandvegetation i sydöstra Etiopien, södra Somalia och nordöstra Kenya. Den behandlas som monotypisk, det vill säga att den inte delas in i några underarter.

## Levnadssätt
Jubavävaren förekommer mycket lokalt i flodnära buskage i torrt landskap. Den ses ofta i små flockar.

## Status
Arten har ett stort utbredningsområde och beståndet anses vara stabilt. Internationella naturvårdsunionen IUCN listar den därför som livskraftig (LC).

## Namn
Juba är namnet på Sydsudans huvudstad.